# Darstellung und Beschreibung samtlicher in der Pharmacopoea borussica aufgefuhrten offizinellen Gewachse
Darstellung und Beschreibung samtlicher in der Pharmacopoea borussica aufgefuhrten offizinellen Gewachse (abreviado Darstell. Beschr. Off. Gew.) es un libro con ilustraciones y descripciones botánicas que fue escrito conjuntamente por Otto Karl Berg y Carl Friedrich Schmidt. publicado en 34 partes en los años 1853-1863.